# Lili Inclán
Aurelia Carmen González Inclán (Ciudad de México, 6 de marzo de 1918-Ciudad de México, 13 de abril de 2003), conocida como Lili Inclán, fue una actriz mexicana.

## Biografía y carrera
Fue hija de David González Castro y de Carmen Inclán. Comenzó su carrera como actriz en 1968 en la película No hay cruces en el mar. Continuó con su carrera principalmente en televisión, destacando en las telenovelas Mundo de juguete, Soledad, El hogar que yo robé, Mañana es primavera, Monte calvario, Amor de nadie y Milagro y magia, entre otras. También participó en películas como Los dos matones, Encuentro con la muerte, y La Chilindrina en apuros.
El 25 de julio de 1944, Inclán contrajo matrimonió con el actor Raúl «Chato» Padilla, con quien estuvo casada toda su vida, hasta que este murió en 1994. Junto a Padilla, procreó dos hijos, José Luis Padilla Inclán, y Raúl «Chóforo» Padilla; este último siguió los mismos pasos que sus padres, y al crecer, se convirtió en actor, sobresaliendo por su trabajo como comediante en películas del cine de ficheras.
Su último trabajo como actriz fue en la telenovela Alguna vez tendremos alas, producida por Florinda Meza. Allí interpretó a la Madre Tornera, una anciana y simpática monjita.

### Muerte
El 13 de abril de 2003, Inclán falleció en Ciudad de México a los 84 años de edad.

## Filmografía

### Programas de televisión
- Mujer, casos de la vida real (1985-1995), El examen (1985)
- Aquí está la Chilindrina (1994) Sor Bonifacia "Sor Momicia"
- Las travesuras de Paquita (1984)
- Chespirito (1987) (1 episodio) Doña Lili "Loca que se cree Joana de Arco"

### Películas
- Última llamada (1996): Doña Luisita
- Una papa sin catsup (1995): Abuela
- La Chilindrina en apuros (1994): Sor Momicia
- Un ángel para los diablillos (1993): Profesora Antúnez
- El jugador (1991): Doña Concepción
- Encuentro con la muerte (1984)
- Los dos matones (1983)
- Al filo de los machetes (1980)
- Volver, volver, volver (1977): Beata anciana
- El rey (1976)
- No hay cruces en el mar (1968)

### Telenovelas
- Alguna vez tendremos alas (1997): Madre Tornera
- Más allá del puente (1993): Chichy
- Milagro y magia (1991): Jimena
- Amor de nadie (1990): Adriana
- Carrusel (1989)
- Monte Calvario (1986): Fatima
- Cuna de lobos (1986): Abuela de Bertha
- Abandonada (1985): Josefita
- Esperándote (1985): Anciana
- Mañana es primavera (1982): Doña Eva
- Un solo corazón (1983): Abuela
- El hogar que yo robé (1981): Crisanta
- Soledad (1980): Adelaida
- Mi amor frente al pasado (1979)
- Vamos juntos (1979)
- Viviana (1978): Matilde #2
- Ladronzuela (1978)
- Acompáñame (1977): Flavia
- Mundo de juguete (1974-1977)